# Ben Braun
Ben Braun (* 23. August 1979 in Heidelberg) ist ein deutscher Schauspieler.

## Leben
Ben Braun absolvierte von 2001 bis 2003 ein Schauspielstudium an der Neighborhood Playhouse School of the Theatre in New York City.  Nach dem Abschluss seiner Ausbildung hatte er Auftritte in Film- und Theaterproduktionen in New York und Los Angeles. Seit 2004 lebt Braun in Berlin. Von 2007 bis 2009, folgten ein Schauspieltraining und Schauspielcoaching bei Sigrid Andersson bei der Schauspielagentur „Die Tankstelle“ in Berlin. In Berlin besuchte er auch Schauspielkurse in der Meisner Technique.
Braun ist seit 2004 regelmäßig in Film- und Fernsehproduktionen zu sehen. Außerdem spielte er Hauptrollen in mehreren Kurzfilmen, darunter der für den Max-Ophüls-Preis nominierte Film Knirsch und Gravity, der den Publikumspreis des Moondance International Film Festivals gewann. Im Kino war er in Jan Fehses Kinofilm In jeder Sekunde (2008) zu sehen. 2009 spielte er im Hauptcast von Marc Rothemunds Filmkomödie Groupies bleiben nicht zum Frühstück; er spielte die Rolle des Tom, einen Berliner Taxifahrer und den etwas schüchternen neuen Freund der Mutter der weiblichen Hauptfigur Lila. Die Zusammenarbeit mit Rothemund setzte sich 2013 mit dem Kinofilm Heute bin ich blond fort. Zu seinen internationalen Produktionen gehört der Kinofilm Meet me in Montenegro mit Rupert Friend und Jennifer Ulrich, welcher 2014 Premiere auf dem Toronto Filmfestival hatte.
Seine erste Fernsehhauptrolle übernahm Ben Braun 2010 in der RTL-Komödie Nina Undercover – Agentin mit Kids. Das ZDF besetzte Braun in der männlichen Hauptrolle des gutaussehenden, charismatischen Fotografen Leo Purbright in der romantischen Katie-Fforde-Verfilmung Harriets Traum (2011). Weitere Hauptrollen folgten in dem Fernsehdrama Die Holzbaronin (2012), in dem Ben Braun die Rolle des Josef Meder über eine Zeitspanne von 40 Jahren verkörperte. In der ARD-Komödie Die Konfirmation (2017, Regie: Stefan Krohmer) spielte Braun eine der männlichen Hauptrollen. Er hatte auch Episodenrollen in den Fernsehserien und Fernsehreihen Hallo Robbie! (2008), Da kommt Kalle (2011), Ein starkes Team (2013), Kommissarin Lucas (2013), Alarm für Cobra 11 (2015) und SOKO München (2016). 2016–2017 war er in einer wiederkehrende Serienrolle in Der Bergdoktor als Landvermesser Tim Petersen zu sehen.
Ben Braun stand 2016 im Hauptcast der ARD-Hochstaplerkomödie Big Manni unter der Regie von Niki Stein vor der Kamera. Für den Tatort: Dunkle Zeit (2017) arbeitete Braun erneut mit Niki Stein zusammen. Im Dezember 2017 war Braun in der ZDF-Serie Die Bergretter in einer Episodenrolle als ehemaliger Olympiasieger und Sportmanager Timo Danner zu sehen. Im Januar 2018 war Braun dann im ZDF in der Krimiserie SOKO Wismar in einer Episodenhauptrolle zu sehen; er spielte, an der Seite von Pauline Knof, den Architekten Daniel Wittbusch, dessen Nachbarn spurlos verschwunden sind.
Braun ist Präsident und Spieler des Berliner Freizeit-Fußballclubs „FC Südsee“.

## Theater
2008 stand er in Berlin in der Rolle des Jean in August Strindbergs Schauspiel Fräulein Julie im Studiotheater Engelbrot auf der Bühne.

## Filmografie (Auswahl)
- 2002: Circle of Love (Kurzfilm)
- 2004: Gravity (Kurzfilm)
- 2004: Acht (Kurzfilm)
- 2005: Verliebt in Berlin (Fernsehserie)
- 2006: Schöner Leben
- 2007: Volles Haus
- 2007: Knirsch (Kurzfilm)
- 2008: Der Baader Meinhof Komplex
- 2008: Hallo Robbie! (Fernsehserie, Folge: Herzenswünsche)
- 2008: In jeder Sekunde
- 2009: Die Grenze (Fernsehfilm)
- 2010: Jerry Cotton
- 2010: Groupies bleiben nicht zum Frühstück
- 2011: Da kommt Kalle (Fernsehserie, Folge: Freunde für immer)
- 2011: Katie Fforde – Harriets Traum (Fernsehreihe)
- 2011: Nina Undercover – Agentin mit Kids (Fernsehfilm)
- 2011: Countdown – Die Jagd beginnt – Rache
- 2011–2012: Herzflimmern – Die Klinik am See (Daily Soap)
- 2011: Meet me in Montenegro
- 2012: Die Holzbaronin (Fernsehfilm)
- 2013: Heute bin ich blond
- 2013: Kommissarin Lucas – Bittere Pillen (Fernsehreihe)
- 2013: Ein starkes Team – Prager Frühling (Fernsehreihe)
- 2014: Tatort: Mord ist die beste Medizin (Fernsehreihe)
- 2014: Brezeln für den Pott (Fernsehfilm)
- 2015: Notruf Hafenkante (Fernsehserie, Folge: Paulines Fall)
- 2015: Bettys Diagnose (Fernsehserie, Folge: Vergeben und vergessen)
- 2015: Alarm für Cobra 11 – Die Autobahnpolizei (Fernsehserie, Folge: Spiel mit dem Feuer)
- 2015: In aller Freundschaft – Die jungen Ärzte (Fernsehserie, Folge: Lebenslügen)
- 2016: SOKO München (Fernsehserie, Folge: Quid Pro Quo)
- 2016–2017: Der Bergdoktor (Fernsehserie)
- 2017: Die Konfirmation (Fernsehfilm)
- 2017: Die Kanzlei (Fernsehserie, Folge: Hunger)
- 2017: Tatort: Dunkle Zeit (Fernsehreihe)
- 2017: Die Bergretter (Fernsehserie, Folge: Entscheidung im Eis)
- 2018: SOKO Wismar (Fernsehserie, Folge: Spurlos)
- 2018: Morden im Norden (Fernsehserie, Folge: Dornröschen)
- 2018: Die Bergretter (Fernsehserie, Folge: Sorgerecht)
- 2019: Daheim in den Bergen – Schwesternliebe (Fernsehreihe)
- 2019: Big Manni (Fernsehfilm)
- 2019: Alarm für Cobra 11 – Die Autobahnpolizei (Fernsehserie, Folge: Auf Bewährung)
- 2019–2022: Käthe und ich (Fernsehreihe)
  - 2019: Dornröschen
  - 2019: Das Findelkind
  - 2020: Zurück ins Leben
  - 2020: Papakind
  - 2021: Im Schatten des Vaters
  - 2021: Das Adoptivkind
  - 2023: Freundinnen für immer
- 2021: Dreiraumwohnung (Fernsehfilm)
- 2021: Letzte Spur Berlin (Fernsehserie, Folge: Der Tod ist groß)
- 2021: Charlotte Link – Die Suche
- 2022: Billy Kuckuck – Mutterliebe (Fernsehreihe)
- 2024: Rosamunde Pilcher: Frühstück bei Tessa (Fernsehreihe)
- 2024: SOKO Stuttgart (Fernsehserie, Folge: Das Keltengrab)
- 2024: Der Usedom-Krimi: Emma (Fernsehreihe)
- 2025: Eine mit Herz – Familiengeheimnisse (Fernsehreihe)
- 2025: Karla